# Thượng tướng Quân đội nhân dân Việt Nam
Thượng tướng Quân đội nhân dân Việt Nam là một tướng lĩnh cấp cao, có  cấp bậc sĩ quan cao thứ nhì trong hệ thống Quân hàm Quân đội nhân dân Việt Nam với cấp hiệu 3 ngôi sao vàng.
Theo quy định hiện hành tại Điều 88 Hiến pháp Việt Nam 2013, các quân hàm sĩ quan cấp tướng (bao gồm cả quân hàm Thượng tướng và Đô đốc) do Chủ tịch nước kiêm Chủ tịch Hội đồng Quốc phòng và An ninh Quốc gia ký quyết định phong cấp.
Quân hàm Thượng tướng  (trong Hải quân, còn được gọi là Đô đốc Hải quân Nhân dân Việt Nam) chỉ được phong cho các tướng lĩnh cấp cao nắm giữ các chức vụ: Thứ trưởng Bộ Quốc phòng, Tổng Tham mưu trưởng, Chủ nhiệm Tổng cục Chính trị, Phó Tổng tham mưu trưởng, Phó Chủ nhiệm Tổng cục chính trị, Giám đốc Học viện Quốc phòng, Chính ủy Học viện Quốc phòng, Thứ trưởng Bộ Quốc phòng kiêm Tư lệnh Quân chủng Hải quân, Chủ nhiệm Ủy ban Quốc phòng và An ninh của Quốc hội.

## Lịch sử hình thành
• Cấp bậc Thượng tướng lần đầu tiên được quy định là cấp bậc giữa Đại tướng và Trung tướng (trước đó 2 cấp bậc này liền kề nhau) với Luật Quy định chế độ phục vụ của Sĩ quan Quân đội nhân dân Việt Nam ngày 31 tháng 5 năm 1958. Theo Nghị định 307–TTg ngày 20 tháng 6 năm 1958  có quy định quân hàm Thượng tướng mang 3 ngôi sao vàng trên cấp hiệu.
• Ngày 31 tháng 8 năm 1959, hai quân nhân đầu được phong quân hàm này (vượt cấp từ Thiếu tướng năm 1948, không qua cấp trung gian) là Tổng tham mưu trưởng Quân đội nhân dân Việt Nam Văn Tiến Dũng (sau thăng lên Đại tướng) và Chính ủy Quân khu Việt Bắc Chu Văn Tấn.
• Từ ngày 30 tháng 12 năm 1981, quân hàm Thượng tướng Hải quân được quy định tên gọi riêng là Đô đốc Hải quân với Luật về Sĩ quan Quân đội nhân dân Việt Nam. Từ đó đến nay chỉ mới có 2 quân nhân được thụ phong hàm này là Giáp Văn Cương (phong năm 1988) và Nguyễn Văn Hiến (phong năm 2011).
• Tính đến tháng 3 năm 2023, Quân đội nhân dân Việt Nam đã có 67 sĩ quan được phong quân hàm Thượng tướng và Đô đốc (không tính các sĩ quan đã được phong lên Đại tướng).
• Quân hàm Thượng tướng được phong cho các tướng lĩnh cấp cao nắm giữ các chức vụ: Thứ trưởng Bộ Quốc phòng, Tổng Tham mưu trưởng, Chủ nhiệm Tổng cục Chính trị, Phó Tổng tham mưu trưởng, Phó Chủ nhiệm Tổng cục chính trị, Giám đốc Học viện Quốc phòng, Chính ủy Học viện Quốc phòng.
•  Quân hàm Đô đốc được phong cho các tướng lĩnh cấp cao nắm giữ chức vụ: Tư lệnh Quân chủng Hải quân
Tuy nhiên, đã có một số trường hợp ngoại lệ như tướng Đoàn Khuê được phong Thượng tướng năm 1986 (sau lên Đại tướng) khi đang làm Phó Tư lệnh – Tham mưu trưởng Bộ đội tình nguyện Việt Nam tại Campuchia hoặc tướng Vũ Lăng được phong Thượng tướng khi đang là Giám đốc Học viện Lục quân,...
• Đối với các chức vụ Tổng cục trưởng, Chính ủy Tổng cục, Tư lệnh, Chính ủy Quân chủng Phòng không – Không quân, Tư lệnh, Chính ủy Bộ đội Biên phòng, Tư lệnh, Chính ủy Cảnh sát biển chưa từng có quân nhân nào được phong cấp Thượng tướng. Một số trường hợp tướng lĩnh xuất thân từ các quân chủng Hải quân, Phòng không – Không quân được thăng Thượng tướng khi không còn công tác trong quân chủng.
• Trên nguyên tắc, Thượng tướng quân đội nhân dân Việt Nam được xếp tương đương cấp Tư lệnh Tập đoàn quân (Đại tướng) ở quân đội các nước khác.

Quân hàm Thượng tướng Quân đội nhân dân Việt Nam hiện nay
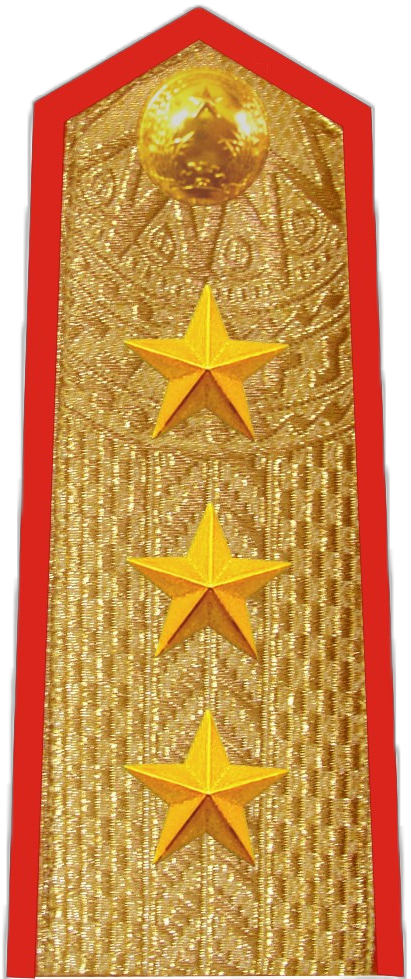
Quân hàm Thượng tướng Lục quân Nhân dân Việt Nam
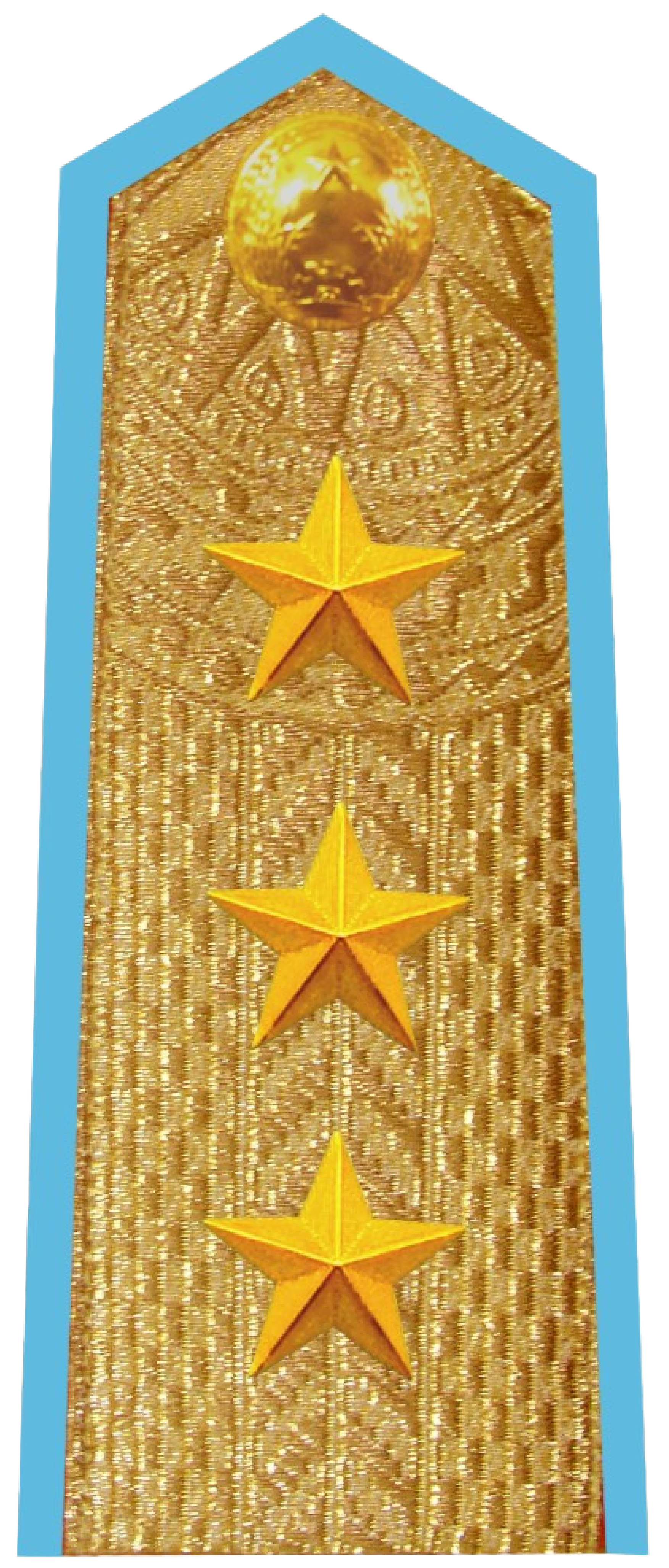
Quân hàm Thượng tướng Không quân Nhân dân Việt Nam
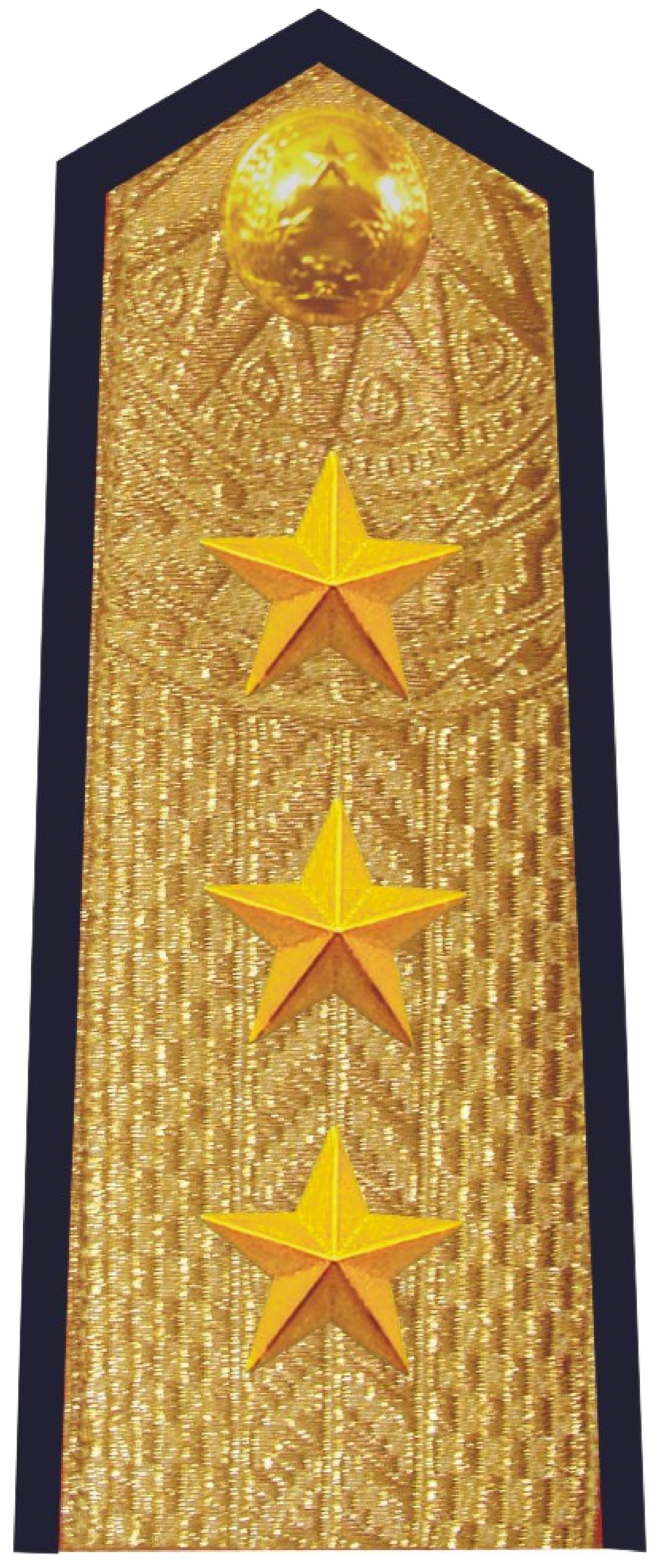
Quân hàm Đô đốc Hải quân Nhân dân Việt Nam

## Danh sách các Đô đốc Hải quân Việt Nam
| Thứ tự | Họ tên          | Năm sinh – năm mất | Năm thụ phong | Chức vụ cao nhất | Ghi chú                               |
| ------ | --------------- | ------------------ | ------------- | --- | ------------------------------------- |
| 1      | Giáp Văn Cương  | 1921–1990          | 1988          | Phó Tổng Tham mưu trưởng kiêm Tư lệnh Quân chủng Hải quân                                                            | Huân chương Độc lập hạng nhất         |
| 2      | Nguyễn Văn Hiến | 1954–              | 2011          | Cựu Thứ trưởng Bộ Quốc phòng kiêm Tư lệnh Quân chủng Hải quân. Phó Tư lệnh kiêm Tham mưu trưởng Quân chủng Hải quân. | Ủy viên TW Đảng khóa X XI (2006–2016) |

## Danh sách các Thượng tướng Việt Nam

#### Năm 1959
| Thứ tự | Họ tên      | Năm sinh – Năm mất | Năm thụ phong | Chức vụ cao nhất | Ghi chú |
| ------ | ----------- | ------------------ | ------------- | --- | --- |
| 1      | Chu Văn Tấn | 1910–1984          | 1959          | - Phó Chủ tịch Quốc hội - Bộ trưởng Bộ Quốc phòng (1945–1946) - Chánh án Tòa án Quân sự - Tư lệnh kiêm Chính ủy Liên khu Việt Bắc - Chính ủy Quân khu Việt Bắc | - Dân tộc Nùng - Một trong hai Thượng tướng đầu tiên (người thứ hai là Văn Tiến Dũng) - Huân chương Độc lập hạng Nhất |

#### Năm 1974
| Thứ tự | Họ tên         | Năm sinh – năm mất | Năm thụ phong | Chức vụ cao nhất | Ghi chú                   |
| ------ | -------------- | ------------------ | ------------- | --- | ------------------------- |
| 1      | Song Hào       | 1917–2004          | 1974          | - Bí thư Trung ương Đảng (1976–1982) - Phó Bí thư Quân ủy Trung ương - Bộ trưởng Bộ Thương binh và Xã hội (nay là Bộ Lao động – Thương binh và Xã hội) - Thứ trưởng Bộ Quốc phòng - Chủ nhiệm Tổng cục Chính trị                                   | Huân chương Sao Vàng      |
| 2      | Trần Văn Trà   | 1919–1996          | 1974          | - Thứ trưởng Bộ Quốc phòng - Phó Tổng Tham mưu trưởng (1955–1962) - Phó Chủ nhiệm Tổng cục Quân huấn (1958) - Giám đốc Học viện Quân chính - Chánh án Tòa án quân sự Trung ương (1961) - Tư lệnh Quân Giải phóng miền Nam (1963–1967 và 1973–1975) | 2 Huân chương Hồ Chí Minh |
| 3      | Trần Nam Trung | 1912–2009          | 1974          | - Chủ nhiệm Ủy ban Thanh tra Chính phủ (1976–1982) - Bộ trưởng Quốc phòng Chính phủ Cách mạng lâm thời Cộng hòa Miền Nam Việt Nam | Huân chương Sao Vàng      |

#### Năm 1984
| Thứ tự | Họ tên          | Năm sinh – Năm mất | Năm thụ phong | Chức vụ cao nhất | Ghi chú                                                                                         |
| ------ | --------------- | ------------------ | ------------- | --- | ----------------------------------------------------------------------------------------------- |
| 1      | Hoàng Cầm       | 1920–2013          | 1984          | Tổng Thanh tra Quân đội (1987–1992) | Huân chương Hồ Chí Minh                                                                         |
| 2      | Vũ Lập          | 1924–1987          | 1984          | - Trưởng ban Ban Dân tộc Trung ương - Chủ nhiệm Ủy ban Dân tộc của Chính phủ - Tư lệnh Quân khu Tây Bắc - Tư lệnh kiêm Chính ủy Quân khu 2                                                                           | Huân chương Hồ Chí Minh                                                                         |
| 3      | Trần Văn Quang  | 1917–2013          | 1984          | Thứ trưởng Bộ Quốc phòng | Huân chương Sao Vàng                                                                            |
| 4      | Hoàng Minh Thảo | 1921–2008          | 1984          | - Viện trưởng Học viện Lục quân Đà Lạt (1976–1977) - Viện trưởng Học viện Quân sự Cấp cao (1977–1989) - Viện trưởng Viện Chiến lược Quân sự (1990–1995)                                                              | - Giáo sư (1986) - Nhà giáo Nhân dân (1988) - Giải thưởng Hồ Chí Minh - Huân chương Hồ Chí Minh |
| 5      | Đàm Quang Trung | 1921–1995          | 1984          | - Bí thư Trung ương Đảng (1986–1991) - Phó Chủ tịch Hội đồng Nhà nước (1987–1992) - Chủ tịch Hội đồng Dân tộc (1987–1992) - Tư lệnh kiêm Chính ủy Quân khu 1 - Tư lệnh Quân khu Đông Bắc - Tư lệnh Quân khu Việt Bắc | - Dân tộc Tày - Huân chương Sao vàng (truy tặng năm 2007)                                       |

#### Năm 1986[13]
| Thứ tự | Họ tên           | Năm sinh – Năm mất | Năm thụ phong | Chức vụ cao nhất                                                                                      | Ghi chú                                       |
| ------ | ---------------- | ------------------ | ------------- | --- | --------------------------------------------- |
| 1      | Nguyễn Hữu An    | 1926–1995          | 1986          | - Phó Tổng Thanh tra quân đội - Giám đốc Học viện Quân sự cấp cao (nay là Học viện Quốc phòng)        | - Phó Giáo sư - Huân chương Độc lập hạng Nhất |
| 2      | Nguyễn Minh Châu | 1921–1999          | 1986          | - Phó Tổng thanh tra Quân đội                                                                         | Huân chương Hồ Chí Minh                       |
| 3      | Lê Ngọc Hiền     | 1928–2006          | 1986          | - Phó Tổng Tham mưu trưởng (1974)                                                                     | Huân chương Độc lập hạng nhất                 |
| 4      | Lê Quang Hòa     | 1914–1993          | 1986          | - Thứ trưởng Bộ Quốc phòng (1980)                                                                     | Huân chương Hồ Chí Minh                       |
| 5      | Vũ Lăng          | 1921–1988          | 1986          | - Cục trưởng Cục Tác chiến - Giám đốc Học viện Lục quân Việt Nam                                      | Giáo sư Huân chương Độc lập hạng nhất         |
| 6      | Phạm Ngọc Mậu    | 1919–1993          | 1986          | - Phó Chủ nhiệm Tổng cục Chính trị                                                                    | Huân chương Hồ Chí Minh                       |
| 7      | Bùi Phùng        | 1920–1999          | 1986          | - Thứ trưởng Bộ Quốc phòng (1977–1989) kiêm Phó Chủ nhiệm Uỷ ban KHNN (1980–1992)                     | Huân chương Hồ Chí Minh                       |
| 8      | Trần Sâm         | 1918–2009          | 1986          | - Bộ trưởng Bộ Vật tư (1976 – 1982) - Thứ trưởng Bộ Quốc phòng (1963–1976, 1982–1990)                 | Huân chương Hồ Chí Minh                       |
| 9      | Phùng Thế Tài    | 1920–2014          | 1986          | - Phó Tổng Tham mưu trưởng                                                                            | Huân chương Hồ Chí Minh                       |
| 10     | Đinh Đức Thiện   | 1913–1987          | 1986          | - Bộ trưởng Bộ Giao thông – Vận tải - Bộ trưởng phụ trách công tác Dầu khí - Thứ trưởng Bộ Quốc phòng | Huân chương Sao vàng                          |

#### Năm 1988
| Thứ tự | Họ tên           | Năm sinh – Năm mất | Năm thụ phong | Chức vụ cao nhất                                              | Ghi chú                                            |
| ------ | ---------------- | ------------------ | ------------- | ------------------------------------------------------------- | -------------------------------------------------- |
| 1      | Nguyễn Chơn      | 1927–2015          | 1988          | - Thứ trưởng Bộ Quốc phòng (1994–1999)                        | Anh hùng LLVT (1970)                               |
| 2      | Đặng Vũ Hiệp     | 1928–2008          | 1988          | - Thứ trưởng Bộ Quốc phòng (1977–1984)                        |                                                    |
| 3      | Nguyễn Nam Khánh | 1925–2013          | 1988          | - Phó Chủ nhiệm Tổng cục Chính trị                            |                                                    |
| 4      | Đào Đình Luyện   | 1929–1999          | 1988          | - Thứ trưởng Bộ Quốc phòng - Tổng Tham mưu trưởng (1991–1995) | Anh hùng LLVT (2015) Huân chương Độc lập hạng nhất |

#### Năm 1992
| Thứ tự | Họ tên             | Năm sinh – Năm mất | Năm thụ phong | Chức vụ cao nhất | Ghi chú                                                               |
| ------ | ------------------ | ------------------ | ------------- | --- | --------------------------------------------------------------------- |
| 1      | Lê Khả Phiêu       | 1931–2020          | 1992          | - Tổng Bí thư Ban Chấp hành Trung ương Đảng Cộng sản Việt Nam (1997–2001) - Thường trực Bộ chính trị Ban Chấp hành Trung ương Đảng Cộng sản Việt Nam - Chủ nhiệm Tổng cục Chính trị - Bí thư Quân ủy Trung ương (Việt Nam) | - Huân chương Sao Vàng (2007) - Nhân vật đã qua đời vào ngày 7/8/2020 |
| 2      | Nguyễn Trọng Xuyên | 1926–2012          | 1992          | - Thứ trưởng Bộ Quốc phòng (1988–1989) | Huân chương Độc lập hạng nhất                                         |

#### Năm 1999
| Thứ tự | Họ tên          | Năm sinh – Năm mất | Năm thụ phong | Chức vụ cao nhất                                                              | Ghi chú              |
| ------ | --------------- | ------------------ | ------------- | ----------------------------------------------------------------------------- | -------------------- |
| 1      | Phạm Thanh Ngân | 1939–              | 1999          | - Ủy viên Bộ Chính trị (1996–2001) - Chủ nhiệm Tổng cục Chính trị (1998–2001) | Anh hùng LLVT (1969) |

#### Năm 2003
| Thứ tự | Họ tên          | Năm sinh – Năm mất | Năm thụ phong | Chức vụ cao nhất                     | Ghi chú              |
| ------ | --------------- | ------------------ | ------------- | ------------------------------------ | -------------------- |
| 1      | Nguyễn Huy Hiệu | 1947–              | 2003          | Thứ trưởng Bộ Quốc phòng (1998–2011) | Anh hùng LLVT (1973) |

#### Năm 2004
| Thứ tự | Họ tên          | Năm sinh – Năm mất | Năm thụ phong | Chức vụ cao nhất                                | Ghi chú                          |
| ------ | --------------- | ------------------ | ------------- | ----------------------------------------------- | -------------------------------- |
| 1      | Nguyễn Văn Được | 1946–              | 2004          | Chủ tịch Hội Cựu chiến binh Việt Nam (2011–nay) | Anh hùng LLVT (1976)             |
| 2      | Phan Trung Kiên | 1946–              | 2004          | Thứ trưởng Bộ Quốc phòng (2002–2011)            | Anh hùng LLVT (1978)             |
| 3      | Nguyễn Văn Rinh | 1942–              | 2004          | Thứ trưởng Bộ Quốc phòng (1998–2007)            | Huân chương Độc lập hạng nhất    |
| 4      | Nguyễn Thế Trị  | 1940–              | 2004          | Giám đốc Học viện Quốc phòng (1997–2007)        | Ủy viên TW Đảng khóa (1996–2006) |

#### Năm 2007
| Thứ tự | Họ tên             | Năm sinh – Năm mất | Năm thụ phong | Chức vụ cao nhất                                                          | Ghi chú                          |
| ------ | ------------------ | ------------------ | ------------- | ------------------------------------------------------------------------- | -------------------------------- |
| 1      | Nguyễn Khắc Nghiên | 1951–2010          | 2007          | - Thứ trưởng Thường trực Bộ Quốc phòng - Tổng Tham mưu trưởng (2006–2010) | Ủy viên TW Đảng khóa (2001–2011) |

#### Năm 2009
| Thứ tự | Họ tên       | Năm sinh – Năm mất | Năm thụ phong | Chức vụ cao nhất                             | Ghi chú                          |
| ------ | ------------ | ------------------ | ------------- | -------------------------------------------- | -------------------------------- |
| 1      | Bùi Văn Huấn | 1945 –             | 2009          | Phó Chủ nhiệm Tổng cục Chính trị (2006–2011) | Ủy viên TW Đảng khóa (1996–2011) |

#### Năm 2011
| Thứ tự | Họ tên             | Năm sinh – Năm mất | Năm thụ phong | Chức vụ cao nhất                     | Ghi chú                                                        |
| ------ | ------------------ | ------------------ | ------------- | ------------------------------------ | -------------------------------------------------------------- |
| 1      | Nguyễn Thành Cung  | 1953–2022          | 2011          | Thứ trưởng Bộ Quốc phòng (2011–2016) | Ủy viên TW Đảng khóa X XI (2006–2016)                          |
| 2      | Lê Hữu Đức         | 1955–              | 2011          | Thứ trưởng Bộ Quốc phòng (2010–2016) | Ủy viên TW Đảng khóa XI (2011–2016)                            |
| 3      | Trương Quang Khánh | 1953–              | 2011          | Thứ trưởng Bộ Quốc phòng (2009–2016) | Ủy viên TW Đảng (2006–2016)                                    |
| 4      | Nguyễn Chí Vịnh    | 1957–2023          | 2011          | Thứ trưởng Bộ Quốc phòng (2009–2021) | Ủy viên Trung ương Đảng, Ủy viên Thường vụ Quân ủy Trung ương. |

#### Năm 2014
| Thứ tự | Họ tên         | Năm sinh – Năm mất | Năm thụ phong | Chức vụ cao nhất                             | Ghi chú                                                         |
| ------ | -------------- | ------------------ | ------------- | -------------------------------------------- | --------------------------------------------------------------- |
| 1      | Phạm Xuân Hùng | 1953–              | 2014          | Phó Tổng Tham mưu trưởng (2008–2016)         | Ủy viên TW Đảng khóa XI (2006–2016)                             |
| 2      | Mai Quang Phấn | 1953–              | 2014          | Phó Chủ nhiệm Tổng cục chính trị (2012–2016) | Ủy viên Quân ủy Trung ương, Ủy viên TW Đảng khóa XI (2006–2016) |
| 3      | Võ Tiến Trung  | 1954–              | 2014          | Giám đốc Học viện Quốc phòng (2009–2016)     | Ủy viên TW Đảng khóa XI (2011–2016)                             |

#### Năm 2015
| Thứ tự | Họ tên          | Năm sinh – Năm mất | Năm thụ phong | Chức vụ cao nhất                                                                                 | Ghi chú                                                                                |
| ------ | --------------- | ------------------ | ------------- | ------------------------------------------------------------------------------------------------ | -------------------------------------------------------------------------------------- |
| 1      | Huỳnh Ngọc Sơn  | 1951–              | 2015          | Phó Chủ tịch Quốc hội (2007–2016)                                                                | Ủy viên Đảng đoàn Quốc hội, Ủy viên TW Đảng khóa XI (2006–2016)                        |
| 2      | Phương Minh Hòa | 1955–              | 2015          | Phó Chủ nhiệm Tổng cục chính trị (2015–2016)                                                     | Ủy viên TW Đảng khóa XI (2006–2016)                                                    |
| 3      | Võ Văn Tuấn     | 1957–              | 2015          | Phó Tổng Tham mưu trưởng (2011–2017)                                                             |                                                                                        |
| 4      | Bế Xuân Trường  | 1957–              | 2015          | Thứ trưởng Bộ Quốc phòng (2015–2021)                                                             | Ủy viên Trung ương Đảng, Ủy viên Quân ủy Trung ương.                                   |
| 5      | Võ Trọng Việt   | 1957–              | 2015          | Thứ trưởng Bộ Quốc phòng (2015–2016) Chủ nhiệm Ủy ban Quốc phòng và An ninh Quốc hội (2016–2021) | Ủy viên Trung ương Đảng, Ủy viên Ủy ban Thường vụ Quốc hội Ủy viên Đảng đoàn Quốc hội. |

#### Năm 2016[34]
| Thứ tự | Họ tên            | Năm sinh – Năm mất | Năm thụ phong | Chức vụ cao nhất                     | Ghi chú                                                        |
| ------ | ----------------- | ------------------ | ------------- | ------------------------------------ | -------------------------------------------------------------- |
| 1      | Phạm Ngọc Minh    | 1959               | 2016          | Phó Tổng Tham mưu trưởng (2013–2019) |                                                                |
| 2      | Lê Chiêm          | 1958               | 2016          | Thứ trưởng Bộ Quốc phòng (2015–2021) | Ủy viên Trung ương Đảng, Ủy viên Quân ủy Trung ương.           |
| 3      | Trần Đơn          | 1958               | 2016          | Thứ trưởng Bộ Quốc phòng (2015–2021) | Ủy viên Trung ương Đảng, Ủy viên Thường vụ Quân ủy Trung ương. |
| 4      | Nguyễn Phương Nam | 1957               | 2016          | Phó Tổng Tham mưu trưởng (2015–2021) | Ủy viên Trung ương Đảng, Ủy viên Quân ủy Trung ương.           |

#### Năm 2017
| Thứ tự | Họ tên             | Năm sinh – Năm mất | Năm thụ phong | Chức vụ cao nhất | Ghi chú                                                                                                 |
| ------ | ------------------ | ------------------ | ------------- | --- | --- |
| 1      | Nguyễn Trọng Nghĩa | 1962               | 2017          | Phó Chủ nhiệm Tổng cục chính trị (2012 – 2021) Trưởng Ban Tuyên giáo Trung ương Đảng Cộng sản Việt Nam (2021 – nay) | Ủy viên TW Đảng khóa XII (2016 – 2026) Ủy viên Bộ Chính trị khóa XIII, Bí thư Trung ương Đảng khóa XIII |

#### Năm 2018
| Thứ tự | Họ tên          | Năm sinh – Năm mất | Năm thụ phong | Chức vụ cao nhất                             | Ghi chú |
| ------ | --------------- | ------------------ | ------------- | -------------------------------------------- | ------- |
| 1      | Phạm Hồng Hương | 1959               | 2018          | Phó Tổng Tham mưu trưởng (10/2015 – 06/2019) |         |

#### Năm 2019
| Thứ tự | Họ tên            | Năm sinh – Năm mất | Năm thụ phong | Chức vụ cao nhất                                                                 | Ghi chú                              |
| ------ | ----------------- | ------------------ | ------------- | -------------------------------------------------------------------------------- | ------------------------------------ |
| 1      | Trần Quang Phương | 1961               | 2019          | Phó Chủ tịch Quốc hội (2021– nay) Phó Chủ nhiệm Tổng cục chính trị (2019 – 2021) | Uỷ viên TW Đảng khoá XII (2016–2021) |
| 2      | Đỗ Căn            | 1962               | 2019          | Phó Chủ nhiệm Tổng cục chính trị (2016–2023)                                     |                                      |

#### Năm 2020
| Thứ tự | Họ tên           | Năm sinh – Năm mất | Năm thụ phong | Chức vụ cao nhất                 | Ghi chú                                |
| ------ | ---------------- | ------------------ | ------------- | -------------------------------- | -------------------------------------- |
| 1      | Hoàng Xuân Chiến | 1961               | 2020          | Thứ trưởng Bộ Quốc phòng (2020–) | Uỷ viên TW Đảng khoá XII (2016 – 2021) |
| 2      | Lê Huy Vịnh      | 1961               | 2020          | Thứ trưởng Bộ Quốc phòng (2020–) | Uỷ viên TW Đảng khoá XII (2016 – 2021) |

#### Năm 2021
| Thứ tự | Họ tên           | Năm sinh – Năm mất | Năm thụ phong | Chức vụ cao nhất                                       | Ghi chú                                      |
| ------ | ---------------- | ------------------ | ------------- | ------------------------------------------------------ | -------------------------------------------- |
| 1      | Nguyễn Tân Cương | 1966               | 2021          | Tổng Tham mưu trưởng, Thứ trưởng Bộ Quốc phòng (2021–) | Uỷ viên TW Đảng khoá XII, XIII (2016 – 2026) |
| 2      | Võ Minh Lương    | 1963               | 2021          | Thứ trưởng Bộ Quốc phòng (2020–)                       | Uỷ viên TW Đảng khoá XII, XIII (2016 – 2026) |
| 3      | Vũ Hải Sản       | 1961               | 2021          | Thứ trưởng Bộ Quốc phòng (2020–)                       | Uỷ viên TW Đảng khoá XII, XIII (2016 – 2026) |
| 4      | Trần Việt Khoa   | 1965               | 2021          | Giám đốc Học viện Quốc phòng (2016–)                   | Uỷ viên TW Đảng khoá XII, XIII (2016 – 2026) |
| 5      | Phạm Hoài Nam    | 1967               | 2021          | Thứ trưởng Bộ Quốc phòng (2020–)                       | Ủy viên TW Đảng khoá XIII (2021 – 2026)      |

#### Năm 2022
| Thứ tự | Họ tên            | Năm sinh – Năm mất | Năm thụ phong | Chức vụ cao nhất                         | Ghi chú                                 |
| ------ | ----------------- | ------------------ | ------------- | ---------------------------------------- | --------------------------------------- |
| 1      | Ngô Minh Tiến     | 1962               | 2022          | Phó Tổng Tham mưu trưởng (2018–2022)     |                                         |
| 2      | Lương Đình Hồng   | 1963               | 2022          | Chính ủy Học viện Quốc phòng (2018–2023) |                                         |
| 3      | Phùng Sĩ Tấn      | 1966               | 2022          | Phó Tổng Tham mưu trưởng (2019–)         |                                         |
| 4      | Huỳnh Chiến Thắng | 1965               | 2022          | Phó Tổng Tham mưu trưởng (2020–)         | Ủy viên TW Đảng khoá XIII (2021 – 2026) |

#### Năm 2023
| Thứ tự | Họ tên           | Năm sinh – Năm mất | Năm thụ phong | Chức vụ cao nhất                                                                     | Ghi chú                                 |
| ------ | ---------------- | ------------------ | ------------- | ------------------------------------------------------------------------------------ | --------------------------------------- |
| 1      | Nguyễn Văn Nghĩa | 1964               | 2023          | Phó Tổng tham mưu trưởng (2019–)                                                     |                                         |
| 2      | Trịnh Văn Quyết  | 1966               | 2023          | Phó Chủ nhiệm Tổng cục chính trị (2021–2024) Chủ nhiệm Tổng cục chính trị (2024–nay) | Ủy viên TW Đảng khoá XIII (2021 – 2026) |

#### Năm 2024
| Thứ tự | Họ tên          | Năm sinh – Năm mất | Năm thụ phong | Chức vụ cao nhất                            | Ghi chú                                                       |
| ------ | --------------- | ------------------ | ------------- | ------------------------------------------- | ------------------------------------------------------------- |
| 1      | Nguyễn Doãn Anh | 1967               | 2024          | Phó Tổng tham mưu trưởng (2022–2024)        | Ủy viên Trung ương Đảng khoá XIII, Ủy viên Quân ủy Trung ương |
| 2      | Lê Quang Minh   | 1968               | 2024          | Phó Chủ nhiệm Tổng cục Chính trị (2022–nay) | Ủy viên Trung ương Đảng khoá XIII, Ủy viên Quân ủy Trung ương |

#### Năm 2025
| Thứ tự | Họ tên              | Năm sinh – Năm mất | Năm thụ phong | Chức vụ cao nhất                                            | Ghi chú |
| ------ | ------------------- | ------------------ | ------------- | ----------------------------------------------------------- | ------- |
| 1      | Nguyễn Hồng Thái    | 1969               | 2025          | Thứ trưởng Bộ Quốc Phòng (2025–)                            |         |
| 2      | Nguyễn Văn Hiền     | 1967               | 2025          | Thứ trưởng Bộ Quốc Phòng (2025–)                            |         |
| 3      | Nguyễn Trường Thắng | 1970               | 2025          | Thứ trưởng Bộ Quốc Phòng (2025–)                            |         |
| 4      | Nguyễn Quang Ngọc   | 1968               | 2025          | Phó Tổng tham mưu trưởng (2025–)                            |         |
| 5      | Thái Đại Ngọc       | 1966               | 2025          | Phó Tổng tham mưu trưởng (2025–)                            |         |
| 6      | Phạm Trường Sơn     | 1967               | 2025          | Phó Tổng tham mưu trưởng (2022–)                            |         |
| 7      | Trương Thiên Tô     | 1970               | 2025          | Phó Chủ nhiệm Tổng cục Chính trị Quân đội nhân dân Việt Nam |         |

#### Năm 2026
| Thứ tự | Họ tên | Năm sinh – Năm mất | Năm thụ phong | Chức vụ cao nhất | Ghi chú |
| ------ | ------ | ------------------ | ------------- | ---------------- | ------- |
| 1      |        |                    |               |                  |         |
| 2      |        |                    |               |                  |         |

## Danh sách các Thượng tướng đương nhiệm
| TT | Họ tên              | Năm sinh | Năm thụ phong | Chức vụ cao nhất                                                                            | Ghi chú                                                                                        |
| -- | ------------------- | -------- | ------------- | ------------------------------------------------------------------------------------------- | ---------------------------------------------------------------------------------------------- |
| 1  | Nguyễn Trọng Nghĩa  | 1962     | 2017          | Phó Chủ nhiệm Tổng cục chính trị (2012 – 2021), Trưởng Ban Tuyên giáo Trung ương (2021–nay) | Ủy viên TW Đảng khóa XII, Bí thư Trung ương Đảng khóa XIII, Ủy viên Bộ Chính trị khóa XIII     |
| 2  | Trần Quang Phương   | 1961     | 2019          | Phó Chủ tịch Quốc hội (2021–) Phó Chủ nhiệm Tổng cục chính trị (2019 – 2021)                | Ủy viên Trung ương Đảng, Phó Chủ tịch Quốc hội Việt Nam khoá XV phụ trách quốc phòng - an ninh |
| 3  | Hoàng Xuân Chiến    | 1961     | 2020          | Thứ trưởng Bộ Quốc phòng (2020–)                                                            | Ủy viên Trung ương Đảng, Ủy viên Quân ủy Trung ương.                                           |
| 4  | Lê Huy Vịnh         | 1961     | 2020          | Thứ trưởng Bộ Quốc phòng (2020–)                                                            | Ủy viên Trung ương Đảng, Ủy viên Quân ủy Trung ương.                                           |
| 5  | Võ Minh Lương       | 1963     | 2021          | Thứ trưởng Bộ Quốc phòng (2020–)                                                            | Ủy viên Trung ương Đảng, Ủy viên Thường vụ Quân ủy Trung ương.                                 |
| 6  | Vũ Hải Sản          | 1961     | 2021          | Thứ trưởng Bộ Quốc phòng (2020–)                                                            | Ủy viên Trung ương Đảng, Ủy viên Quân ủy Trung ương.                                           |
| 7  | Trần Việt Khoa      | 1965     | 2021          | Giám đốc Học viện Quốc phòng (2016–)                                                        | Ủy viên Trung ương Đảng, Ủy viên Quân ủy Trung ương.                                           |
| 8  | Phạm Hoài Nam       | 1967     | 2021          | Thứ trưởng Bộ Quốc phòng (2020–)                                                            | Ủy viên Trung ương Đảng, Ủy viên Quân ủy Trung ương.                                           |
| 9  | Phùng Sĩ Tấn        | 1966     | 2022          | Phó Tổng Tham mưu trưởng (2019–)                                                            |                                                                                                |
| 10 | Huỳnh Chiến Thắng   | 1965     | 2022          | Phó Tổng Tham mưu trưởng (2020-)                                                            | Ủy viên Trung ương Đảng, Ủy viên Quân ủy Trung ương.                                           |
| 11 | Nguyễn Văn Nghĩa    | 1964     | 2023          | Phó Tổng Tham mưu trưởng (2019-)                                                            |                                                                                                |
| 12 | Nguyễn Doãn Anh     | 1967     | 2024          | Phó Tổng tham mưu trưởng (2022–2024) Bí thư Tỉnh ủy Thanh Hóa (10/2024 - nay)               | Ủy viên Trung ương Đảng khoá XIII                                                              |
| 13 | Lê Quang Minh       | 1968     | 2024          | Phó Chủ nhiệm Tổng cục Chính trị (2022–)                                                    |                                                                                                |
| 14 | Nguyễn Hồng Thái    | 1969     | 2025          | Thứ trưởng Bộ Quốc Phòng (2025–)                                                            |                                                                                                |
| 15 | Nguyễn Văn Hiền     | 1967     | 2025          | Thứ trưởng Bộ Quốc Phòng (2025–)                                                            |                                                                                                |
| 16 | Nguyễn Trường Thắng | 1970     | 2025          | Thứ trưởng Bộ Quốc Phòng (2025–)                                                            |                                                                                                |
| 17 | Nguyễn Quang Ngọc   | 1968     | 2025          | Phó Tổng tham mưu trưởng (2025–)                                                            |                                                                                                |
| 18 | Thái Đại Ngọc       | 1966     | 2025          | Phó Tổng tham mưu trưởng (2025–)                                                            |                                                                                                |
| 19 | Phạm Trường Sơn     | 1967     | 2025          | Phó Tổng tham mưu trưởng (2022–)                                                            |                                                                                                |
| 20 | Trương Thiên Tô     | 1970     | 2025          | Phó Chủ nhiệm Tổng cục Chính trị Quân đội nhân dân Việt Nam (2024-)                         |                                                                                                |